# Babka wielkogłowa
Babka wielkogłowa (Benthophilus macrocephalus) – gatunek słodkowodnej ryby z rodziny babkowatych (Gobiidae).

## Występowanie
Morze Kaspijskie oraz delta Wołgi po Astrachań.
Żyje w wodach o temperaturze 4-20 °C

## Cechy morfologiczne
Osiąga 11,6 cm długości. Samce większe od samic, dorosłe samce pozbawione łusek.

## Odżywianie
Żywi się przeważnie skorupiakami i niewielkimi rybami (inne babki), a także skorupiakami i robakami.

## Rozród
Trze się od IV do VII. Samica składa ikrę w pustych muszlach, co najmniej w dwóch miejscach.